# 7387 Malbil
A 7387 Malbil (ideiglenes jelöléssel 1982 BS1) a Naprendszer kisbolygóövében található aszteroida. Edward L. G. Bowell fedezte fel 1982. január 30-án.